# Mus macedonicus
Mus macedonicus es una especie de roedor de la familia Muridae.

## Distribución geográfica
Se encuentra en Bulgaria, Irán, Israel, Jordania, Macedonia, Siria y Turquía.